# Türkische Volleyballnationalmannschaft der Männer
Die türkische Volleyballnationalmannschaft der Männer ist eine Auswahl der besten türkischen Spieler, die die Türkiye Voleybol Federasyonu bei internationalen Turnieren und Länderspielen repräsentiert.

## Geschichte

### Weltmeisterschaft
1966 nahmen die Türken erstmals an einer Volleyball-Weltmeisterschaft teil und belegten den fünfzehnten Rang. Die WM 1998 beendeten sie auf Platz 19. Bei der Weltmeisterschaft 2022 erreichte die Türkei das Achtelfinale und wurde auf dem elften Rang gewertet.

### Olympische Spiele
Die Türkei konnte sich noch nie für Olympische Spiele qualifizieren.

### Europameisterschaft
Bei der ersten Teilnahme an einer Volleyball-Europameisterschaft wurden die Türken Zwölfter. 1963 verbesserten sie sich um einen Rang. Vier Jahre später reichte es trotz Heimvorteil nur zum vierzehnten Platz. 1971 belegte die Türkei den fünfzehnten Rang. Das gleiche Ergebnis gab es bei der EM 2007.

### World Cup
Der World Cup fand bisher ohne türkische Beteiligung statt.

### Weltliga
Die Türkei spielte 2015 zum ersten Mal in der Weltliga, wurde in der Gruppe A der Division III Zweiter und verpasste die Finalrunde damit knapp.

### Europaliga
Die Türken waren bisher an allen Turnieren der Europaliga beteiligt. Nach dem fünften Platz 2004 erreichten sie 2005 erstmals das Final Four. 2006 waren sie Gastgeber dieser Endrunde, kamen aber nicht über den vierten Rang hinaus. 2007 wurden sie wieder Fünfter. Beim Final Four 2008 erreichten sie als Gastgeber den dritten Platz. 2012 gelang ihnen mit Platz zwei das bislang beste Ergebnis.

### Nations League
An der Volleyball Nations League nahm die Türkei 2024 erstmals teil und belegte den 16. und damit letzten Platz.